# Укляньский, Пётр
Пётр Укляньский (пол. Piotr Uklański; 1968, Варшава, Польша, живёт в Варшаве, Польша, и Нью-Йорке, США) — современный польский художник,сценарист и режиссёр.

## Биография
Пётр Укляньский изучал живопись в Академии изящных искусств в Варшаве и фотографию в Cooper Union School for Advancement of Science and Art в Нью-Йорке. Он появился на нью-йоркской арт-сцене в середине 1990-х с символической работой «Без названия (Dance Floor)» — скульптурой, которая объединяет минимализм с характерным для нынешней эпохи размыванием границы между искусством и развлечением. Проводя время между Нью-Йорком и Варшавой, Укляньский создал разнообразные произведения в разных медиа (скульптура, фотография, коллаж, перформанс, видео). Его работы выставлялись на международном уровне на таких площадках как Музей современного искусства и Музей Гуггенхайма в Нью-Йорке, 50-я Венецианская биеннале в 2003, 26-я биеннале в Сан-Пауло в 2004, Центр Помпиду в Париже, Музей Людвига в Кёльне, Кунстхалле в Базеле, Wiener Seccession, Палаццо Грасси в Венеции.

## Творчество
Творчество художника часто вызывает полемику, поскольку Укляньский не уклоняется от потенциально спорных вопросов. Его фотографическая серия «Без названия (Нацисты)» вызвала протесты во время выставки в Photographers Gallery в Лондоне в 1998 и была уничтожена известным польским актёром во время демонстрации в Zacheta Gallery в Варшаве в 2000. Билборд Укляньского «Без названия (Папа Иоанн II)» на улицах Варшавы, с другой стороны, стихийно превратился в мемориал после смерти папы римского в 2005. В 2006 Укляньский дебютировал с первым фильмом, озаглавленным Летняя любовь: первый польский вестерн. Написанный, спродюсированный и срежиссированный Укляньским, этот аллегорический вестерн задействовал польских звезд Богуслава Линду, Катажину Фигуру, а также Вэла Килмера в роли мертвого человека. «Летняя любовь» получила много положительных откликов, включая его премьеру в рамках официального отбора Венецианского кинофестиваля в 2006 и номинацию на Gucci Group Award в 2007.

## Персональные выставки
| - 2008 «Bialo-Czerwona», Gagosian Gallery, Нью-Йорк - 2007 Galleria Massimo de Carlo, Милан - 2007 Outdoor commission in Villa Manin Centro d’Arte Contemporanea, Passarino, Италия - 2007 Whitney Museum of American Art, Нью-Йорк - 2007 Musée d’Art Moderne et Contemporain, Страсбург - 2005 «Tristes Tropiques», Galerie Emmanuel Perrotin, Майями - 2005 Mosaïc at Museo de Acude, Рио-де-Жанейро - 2005 «Polonia», Galerie Emmanuel Perrotin, Париж - 2004 «Earth, Wind and Fire», Kunsthalle Basel, Базель - 2004 «Zimna Wojna», Galleria Massimo De Carlo, Милан - 2003 «New Paintings», Gavin Brown’s Enterprise, Нью-Йорк - 2002 Galerie Emmanuel Perrotin, Париж - 2002 Galleria Massimo De Carlo, Милан | - 2001 «Sneak Preview», Migros Museum für Gegenwartskunst, Цюрих - 2001 «The Deep», Gavin Brown’s Enterprise, Нью-Йорк - 2000 «A Norwegian Photograph», Fotogaleriet, Осло - 2000 «Nazisci», Galeria Zacheta, Варшава - 2000 «The Nazis», Kunstwerke, Берлин - 2000 «Project 72», Museum of Modern Art, Нью-Йорк - 2000 «A dance floor at Passerby», Нью-Йорк - 1999 A mosaic at DH «Smyk», Foksal Gallery, Варшава - 1998 «The Nazis», Photographers Gallery, Лондон - 1998 «Some of More Joy of Photography», Sabine Knust Galerie, Мюнхен - 1998 «More Joy of Photography», Gavin Brown’s Enterprise, Нью-Йорк - 1997 «Joy of Photography», Voges & Desein Gallery, Франкфурт - 1996 «A dance floor at Gavin Brown’s Enterprise», Нью-Йорк |

## Публичные коллекции
- Villa Manin. Centro d’arte contemporanea, Codroipo
- Migros Museum für Gegenwartskunst, Цюрих
- Tate Britain, Лондон
- Solomon R. Guggenheim Museum, Нью-Йорк